# Marine Haupais
Marine Haupais, née le 25 mai 1992 à Mont-Saint-Aignan en Seine-Maritime, est une footballeuse française évoluant au poste de milieu de terrain.
Au cours de sa carrière, elle a principalement évolué à Rodez et au FC Fleury 91.

## Biographie

### Carrière en club
Marine Haupais commence le football à l'âge de 6 ans en Normandie, à Saint-Étienne-du-Rouvray, avec les garçons. À 14 ans, elle rejoint le FC Rouen pour pouvoir évoluer avec une équipe féminine. L'année suivante, elle intègre Clairefontaine et joue le week-end avec l'équipe D2 de Rouen. Au bout de deux ans, elle rejoint l'AS Montigny-le-Bretonneux, évoluant en D2 féminine, pour une saison. Elle joue ensuite un an à La Roche-sur-Yon. En 2012, désirant évoluer en D1 féminine, elle intègre le Rodez Aveyron Football, contactée par l'entraîneuse Élodie Woock. À partir de la saison 2014-2015, elle prend le brassard de capitaine,, et s'impose comme une véritable cadre de l'équipe ruthénoise.

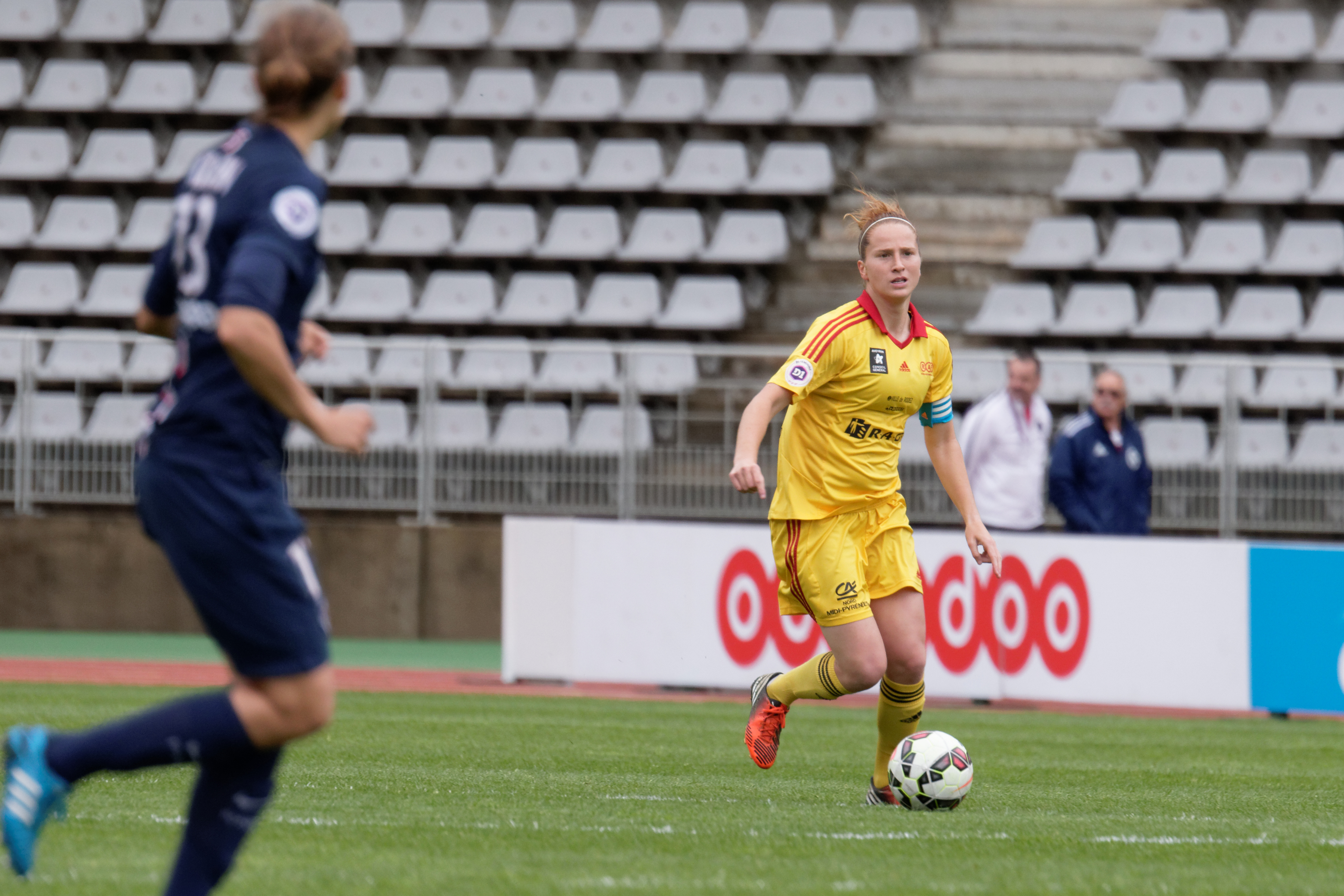
Haupais contre le PSG en mai 2015.

Auteure avec Rodez d'une très bonne saison 2015-2016, terminant à la 5e place de D1, elle signe à l'été 2016 au Montpellier HSC un contrat fédéral de deux ans et a alors l'occasion de se consacrer exclusivement au football,. Elle jouera douze matchs avec Montpellier.
Bloquée par la concurrence en défense centrale, elle résilie son contrat avec le MHSC en novembre 2017 et signe au FC Fleury 91 pour retrouver du temps de jeu,. À Fleury, elle joue d'abord en défense centrale avant d'être repositionnée au milieu de terrain à partir de la saison 2019-2020. Au début de saison 2020-2021, elle récupère le brassard de capitaine. À l'issue de la saison, à 29 ans, elle décide de mettre fin à sa carrière.

### Carrière internationale
Marine Haupais est sélectionnée à deux reprises en équipe de France B. Elle joue deux matchs amicaux, contre la Pologne en mars 2016 puis contre la Serbie en avril.

## Palmarès
Montpellier HSC
- Vice-championne de France en 2016-2017.

## Statistiques
| Saison                | Club                      | Championnat           | Championnat | Championnat | Coupe(s) nationale(s) | Coupe(s) nationale(s) | Total | Total |
| Saison                | Club                      | Division              | M.          | B.          | M.                    | B.                    | M.    | B.    |
| 2008-2009             | FC Rouen                  | Division 2            | 18          | 1           | 0                     | 0                     | 18    | 1     |
| 2009-2010             | FC Rouen                  | Division 2            | 21          | 2           | 2                     | 1                     | 23    | 3     |
| Sous-total            | Sous-total                | Sous-total            | 39          | 3           | 2                     | 1                     | 41    | 4     |
| 2010-2011             | AS Montigny-le-Bretonneux | Division 2            | 20          | 5           | 2                     | 0                     | 22    | 5     |
| Sous-total            | Sous-total                | Sous-total            | 20          | 5           | 2                     | 0                     | 22    | 5     |
| 2011-2012             | ESOFV La Roche-sur-Yon    | Division 2            | 17          | 3           | 4                     | 2                     | 21    | 5     |
| Sous-total            | Sous-total                | Sous-total            | 17          | 3           | 4                     | 2                     | 21    | 5     |
| 2012-2013             | Rodez AF                  | Division 1            | 14          | 2           | 2                     | 0                     | 16    | 2     |
| 2013-2014             | Rodez AF                  | Division 1            | 22          | 4           | 2                     | 2                     | 24    | 6     |
| 2014-2015             | Rodez AF                  | Division 1            | 21          | 5           | 4                     | 2                     | 25    | 7     |
| 2015-2016             | Rodez AF                  | Division 1            | 22          | 0           | 5                     | 0                     | 27    | 0     |
| Sous-total            | Sous-total                | Sous-total            | 79          | 11          | 13                    | 4                     | 92    | 15    |
| 2016-2017             | Montpellier HSC           | Division 1            | 9           | 1           | 3                     | 0                     | 12    | 1     |
| Sous-total            | Sous-total                | Sous-total            | 9           | 1           | 3                     | 0                     | 12    | 1     |
| 2017-2018             | FC Fleury 91              | Division 1            | 11          | 1           | 2                     | 0                     | 13    | 1     |
| 2018-2019             | FC Fleury 91              | Division 1            | 22          | 0           | 3                     | 0                     | 25    | 0     |
| 2019-2020             | FC Fleury 91              | Division 1            | 14          | 1           | 1                     | 1                     | 15    | 2     |
| 2020-2021             | FC Fleury 91              | Division 1            | 17          | 0           | 1                     | 0                     | 18    | 0     |
| Sous-total            | Sous-total                | Sous-total            | 64          | 2           | 7                     | 1                     | 71    | 3     |
| Total sur la carrière | Total sur la carrière     | Total sur la carrière | 228         | 25          | 31                    | 8                     | 259   | 33    |